# Mesoplophora bacula
Mesoplophora bacula är en kvalsterart som beskrevs av Wojciech Niedbała 2003. Mesoplophora bacula ingår i släktet Mesoplophora och familjen Mesoplophoridae. Inga underarter finns listade i Catalogue of Life.